# Super Bowl XXVIII
Super Bowl XXVIII je bio završna utakmica 74. po redu sezone nacionalne lige američkog nogometa. U njoj su se sastali pobjednici AFC konferencije Buffalo Billsi i pobjednici NFC konferencije Dallas Cowboysi. Pobijedili su Cowboysi rezultatom 30:13, kojima je to bio četvrti osvojeni naslov, također drugi zaredom.
Utakmica je odigrana na stadionu Georgia Dome u Atlanti u Georgiji, kojoj je to bilo prvo domaćinstvo Super Bowla.

## Tijek utakmice
| Četvrtina | Vrijeme | Momčad | Informacija o promjeni rezultata                                                          | Rezultat | Rezultat |
| Četvrtina | Vrijeme | Momčad | Informacija o promjeni rezultata                                                          | Bills    | Cowboys  |
| --------- | ------- | ------ | ----------------------------------------------------------------------------------------- | -------- | -------- |
| 1         | 12:41   | DAL    | field goal (Murray)                                                                       | 0        | 3        |
| 1         | 10:19   | BUF    | field goal (Christie)                                                                     | 3        | 3        |
| 1         | 3:55    | DAL    | field goal (Murray)                                                                       | 3        | 6        |
| 2         | 12:26   | BUF    | touchdown probijanjem (Thomas), uspješan pokušaj za dodatni poen (Christie)               | 10       | 6        |
| 2         | 0:00    | BUF    | field goal (Christie)                                                                     | 13       | 6        |
| 3         | 14:05   | DAL    | touchdown nakon osvojenog fumblea (Washington), uspješan pokušaj za dodatni poen (Murray) | 13       | 13       |
| 3         | 8:42    | DAL    | touchdown probijanjem (Smith), uspješan pokušaj za dodatni poen (Murray)                  | 13       | 20       |
| 4         | 9:50    | DAL    | touchdown probijanjem (Smith), uspješan pokušaj za dodatni poen (Murray)                  | 13       | 27       |
| 4         | 2:50    | DAL    | field goal (Murray)                                                                       | 13       | 30       |

## Statistika utakmice

### Statistika po momčadima
| Statistika                                                      | Buffalo Bills | Dallas Cowboys |
| --------------------------------------------------------------- | ------------- | -------------- |
| Prvih pokušaja                                                  | 22            | 20             |
| Ukupno osvojenih jardi                                          | 314           | 341            |
| Broj napada probijanjem                                         | 27            | 35             |
| Ukupno jardi osvojenih probijanjem                              | 87            | 135            |
| Broj napada s kompletiranim dodavanjem/ukupno napada dodavanjem | 31/50         | 19/27          |
| Ukupno jardi osvojenih dodavanjem                               | 227           | 204            |
| Izgubljenih lopti                                               | 3             | 1              |
| Prekršaji (izgubljenih jardi)                                   | 1 (10)        | 6 (50)         |
| Vrijeme posjeda lopte (min:s)                                   | 25:31         | 34:29          |

### Statistika po igračima
| Quarterback       | Dodavanja* | Yds** | TD*** | Int**** |
| ----------------- | ---------- | ----- | ----- | ------- |
| Jim Kelly (BUF)   | 31/50      | 260   | 0     | 1       |
| Troy Aikman (DAL) | 19/27      | 207   | 0     | 1       |

Napomena: * - broj kompletiranih dodavanja/ukupno dodavanja, ** - ukupno jardi dodavanja, *** - broj touchdownova (polaganja), **** - broj izgubljenih lopti